# Teodoros Papalukas
Teodoros „Teo” Papalukas (ur. 8 maja 1977 w Atenach) – grecki koszykarz, występujący na pozycjach rozgrywającego, rzucającego obrońcy oraz niskiego skrzydłowego, reprezentacji Grecji, mistrz Europy (2005), wicemistrz świata (2006).
Zainspirowany triumfem swoich rodaków w Mistrzostwach Europy, w 1987 roku rozpoczął regularne treningi w klubie Ethnikos Ellinorosson. Mimo niskiego wzrostu, bardzo szybko przebijał się przez kolejne grupy wiekowe, aż do pierwszego składu trzecioligowej drużyny.

## Kariera
Przełomowym momentem w karierze Papalukasa był transfer do AO Dafni, gdzie wprowadził zespół z ligi A2 do A1 (najwyższa klasa rozgrywkowa). Był liderem całej ligi jeśli chodzi o asysty i przechwyty, ponadto był jednym z najlepszych strzelców zespołu. W roku 1999 przeszedł do Panioniosu Ateny. W sezonie 2000/01 stworzył duet z Georgiem Diamantopulosem. Otrzymał wtedy powołanie do reprezentacji Grecji. W roku 2002 podpisał kontrakt z rosyjskim CSKA Moskwa, w którym grał z powodzeniem. W roku 2008 powrócił do zespołu z Pireusu z którym ma cel zdobyć Puchar Euroligi.
Jest on jedynym graczem w historii, który w ciągu 12 miesięcy grał w 5 meczach o tytuł, zwyciężając w 4 z nich. Między wrześniem 2005 a wrześniem 2006 wygrał Mistrzostwa Europy z Grecją oraz Euroligę, rosyjską Superligę i Puchar Rosji z CSKA. Przegrał jedynie finał Mistrzostw Świata z Hiszpanią (po uprzednim pokonaniu w półfinale drużyny Stanów Zjednoczonych).

## Osiągnięcia

### Drużynowe
- Mistrz:
  - Euroligi (2006, 2008)
  - Ligi Adriatyckiej (2012)
  - ligi VTB (2013)
  - Rosji (2003–2008, 2013)
  - Izraela (2012)
  - II ligi greckiej (1999)
- Wicemistrz Euroligi (2007, 2010)
- Brąz Euroligi (2004, 2013)
- Zdobywca:
  - pucharu:
    - Grecji (2002, 2010, 2011)
    - Rosji (2005, 2006, 2007)
    - Izraela (2012)
- 4. miejsce w Eurolidze (2003, 2005, 2009)
- Finalista Pucharu:
  - Rosji (2003, 2004, 2008)
  - Grecji (2009)

### Indywidualne
- MVP:
  - Final Four Euroligi (2006)
  - Euroligi (2007)
  - Pucharu Rosji (2006)
  - II ligi greckiej (1999)
  - meczu gwiazd All-Time Stars vs Rising Stars ligi greckiej (2018)[1]
- Koszykarz Roku:
  - FIBA Europa (2006)
  - All-Europe (2006)
- Laureat nagrody – Euroleague Basketball Legend (2013)
- Zaliczony do:
  - I składu Euroligi (2006, 2007)
  - II składu Euroligi (2008, 2009)
  - składu:
    - najlepszych zawodników dekady 2001–10 Euroligi (2010)
    - 50 największych osobistości Euroligi (2008)
- Lider:
  - strzelców finałów Euroligi (2007)
  - w asystach:
    - Euroligi (2007, 2009)
    - ligi greckiej (2001, 2009)
    - całego sezonu (regularny + play-off) ligi greckiej (2002)
    - ligi rosyjskiej (2007)
- Uczestnik meczu gwiazd:
  - All-Time Stars vs Rising Stars ligi greckiej (2018)[1]
  - ligi greckiej (2001, 2002, 2009, 2010, 2011)

### Reprezentacja
- Mistrz:
  - Europy (2005)
  - turnieju Akropolu (2000, 2002, 2003, 2005, 2006, 2007, 2008)
  - Pucharu Stankovicia (2006)
- Wicemistrz świata (2006)
- Zaliczony do I składu najlepszych zawodników mistrzostw:
  - świata (2006)
  - Europy (2005)
- Lider igrzysk olimpijskich w przechwytach (2004)[2]